# Patrik Schick
Patrik Schick (ur. 24 stycznia 1996 w Pradze) – czeski piłkarz, występujący na pozycji napastnika w niemieckim klubie Bayer 04 Leverkusen oraz w reprezentacji Czech. Król strzelców Mistrzostw Europy 2020 (ex aequo z Cristiano Ronaldo). Uczestnik Mistrzostw Europy 2024.

## Kariera klubowa

### Początki kariery
Treningi piłki nożnej rozpoczął w 2002 w TJ Viktoria Vestec. W 2003 trafił do Optimum Sport, a w 2007 został zawodnikiem Sparty Praga. W 2014 został włączony do pierwszej drużyny, w której zadebiutował 3 maja 2014 w meczu z FK Teplice, przegranym 1:3. Łącznie rozegrał w tym klubie 4 mecze ligowe: po dwa w sezonie 2013/2014 i w sezonie 2014/2015. W czerwcu 2015 został wypożyczony do Bohemians 1905. W maju 2016 został uznany objawieniem sezonu 2015/2016, w którym strzelił 8 goli w 27 meczach ligowych, a Bohemians zajęło 9. miejsce z 37 punktami.

### Sampdoria
W lipcu 2016 przeszedł do UC Sampdoria. Zadebiutował w tym klubie 10 sierpnia w przegranym 2:3 meczu Pucharu Gampera z FC Barcelona. Cztery dni później wystąpił w wygranym 3:0 spotkaniu Pucharu Włoch z Bassano Virtus. Debiut w Serie A zanotował 21 sierpnia w wygranym 1:0 starciu z Empoli FC. Łącznie w sezonie 2016/2017 strzelił 11 goli w 32 meczach ligowych, a Sampdoria zajęła 10. miejsce z 48 punktami. 

### AS Roma
W czerwcu 2017 przebywał na testach medycznych w Juventusie, jednakże ostatecznie turyński klub zrezygnował z transferu. W sierpniu 2017 został wypożyczony do AS Roma z obowiązkiem wykupu przy spełnieniu określonych warunków. Zadebiutował w tym klubie 16 września w wygranym 3:0 meczu z Hellasem Verona, a pierwszego gola strzelił 20 grudnia 2017 w przegranym 1:2 spotkaniu Pucharu Włoch z Torino FC. Pierwszego gola ligowego dla Romy strzelił 21 kwietnia 2018 w wygranym 3:0 meczu ze SPAL. Łącznie w sezonie 2017/2018 strzelił 2 gole w 22 meczach ligowych, a AS Roma zakończyła rozgrywki na trzecim miejscu z 77 punktami, natomiast w Lidze Mistrzów dotarła do półfinału, gdzie odpadła z Liverpoolem 6:7 w dwumeczu (2:5 i 4:2). W kolejnym sezonie strzelił 3 gole w 24 spotkaniach ligowych, natomiast klub zajął szóste miejsce z 66 punktami, a w Lidze Mistrzów dotarła do ⅛ finału, gdzie odpadła z FC Porto 3:4 w dwumeczu (2:1 i 1:3 po dogrywce).

(wł.) Patrik è uno calciatori di maggiore prospettiva nel calcio internazionale. Dobbiamo essere molto soddisfatti perché pur essendo richiesto da molti club ha scelto la Roma.

Patrik jest jednym z największych talentów światowej piłki. Jesteśmy bardzo zadowoleni, że pomimo ofert z wielu klubów, wybrał właśnie Romę.

### Wypożyczenie do RB Leipzig

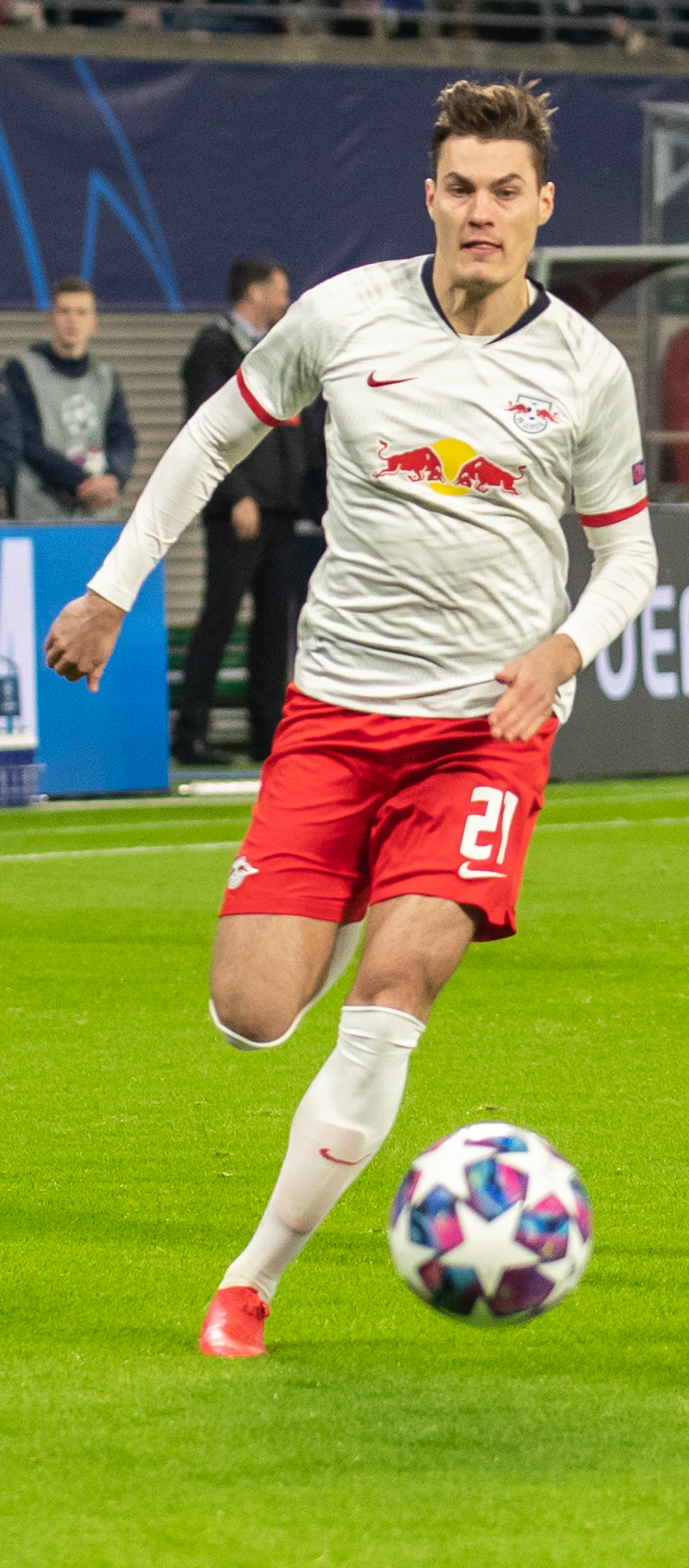
Schick jako zawodnik RB Leipzig (2020)

We wrześniu 2019 został wypożyczony na rok do RB Leipzig, w którym zadebiutował 5 października w zremisowanym 1:1 meczu z Bayerem Leverkusen. W sezonie 2019/2020 rozegrał 22 mecze ligowe, w których strzelił 10 goli, ponadto 5 razy wystąpił w Lidze Mistrzów i raz w Pucharze Niemiec. RB Leipzig zakończyło rozgrywki ligowe na trzecim miejscu z 66 punktami, z Ligi Mistrzów odpadło w półfinale po porażce 0:3 z PSG, natomiast w Pucharze Niemiec dotarło do 1/8 finału, w którym przegrało 1:3 z Eintrachtem Frankfurt.

### Bayer Leverkusen
We wrześniu 2020 podpisał pięcioletnią umowę z Bayerem Leverkusen. Zadebiutował w tym klubie 13 września w wygranym 7:0 meczu Pucharu Niemiec z Eintrachtem Norderstedt, w którym strzelił gola. Tydzień później po raz pierwszy zagrał w barwach Bayeru w Bundeslidze w bezbramkowym spotkaniu z VfL Wolfsburg. Łącznie w sezonie 2020/2021 rozegrał 29 meczów ligowych, w których strzelił 9 goli, ponadto pięciokrotnie wystąpił w Lidze Europy, strzelając 3 gole oraz zanotował dwa występy w Pucharze Niemiec, w których zdobył 1 bramkę. Bayer zakończył rozgrywki ligowe na szóstym miejscu z 52 punktami, z Ligi Europy odpadł w 1/16 finału po porażce z BSC Young Boys 3:6 w dwumeczu (3:4 i 0:2), natomiast z Pucharu Niemiec odpadł w 1/8 finału po porażce z Rot-Weiss Essen 1:2 po dogrywce. W sezonie 2021/2022 strzelił 24 gole w 27 meczach ligowych, co dało mu drugie miejsce w klasyfikacji strzelców, za Robertem Lewandowskim. Ponadto trzykrotnie wystąpił w Lidze Europy i rozegrał jeden mecz w Pucharze Niemiec. Bayer zakończył rozgrywki ligowe na trzecim miejscu z 64 punktami, z Ligi Europy odpadł w ⅛ finału po porażce z Atalantą 2:4 w dwumeczu (2:3 i 0:1), a z Pucharu Niemiec odpadł w drugiej rundzie po porażce z Karlsruher SC 1:2. W maju 2022 Schick przedłużył kontrakt z klubem do czerwca 2027.

## Kariera reprezentacyjna

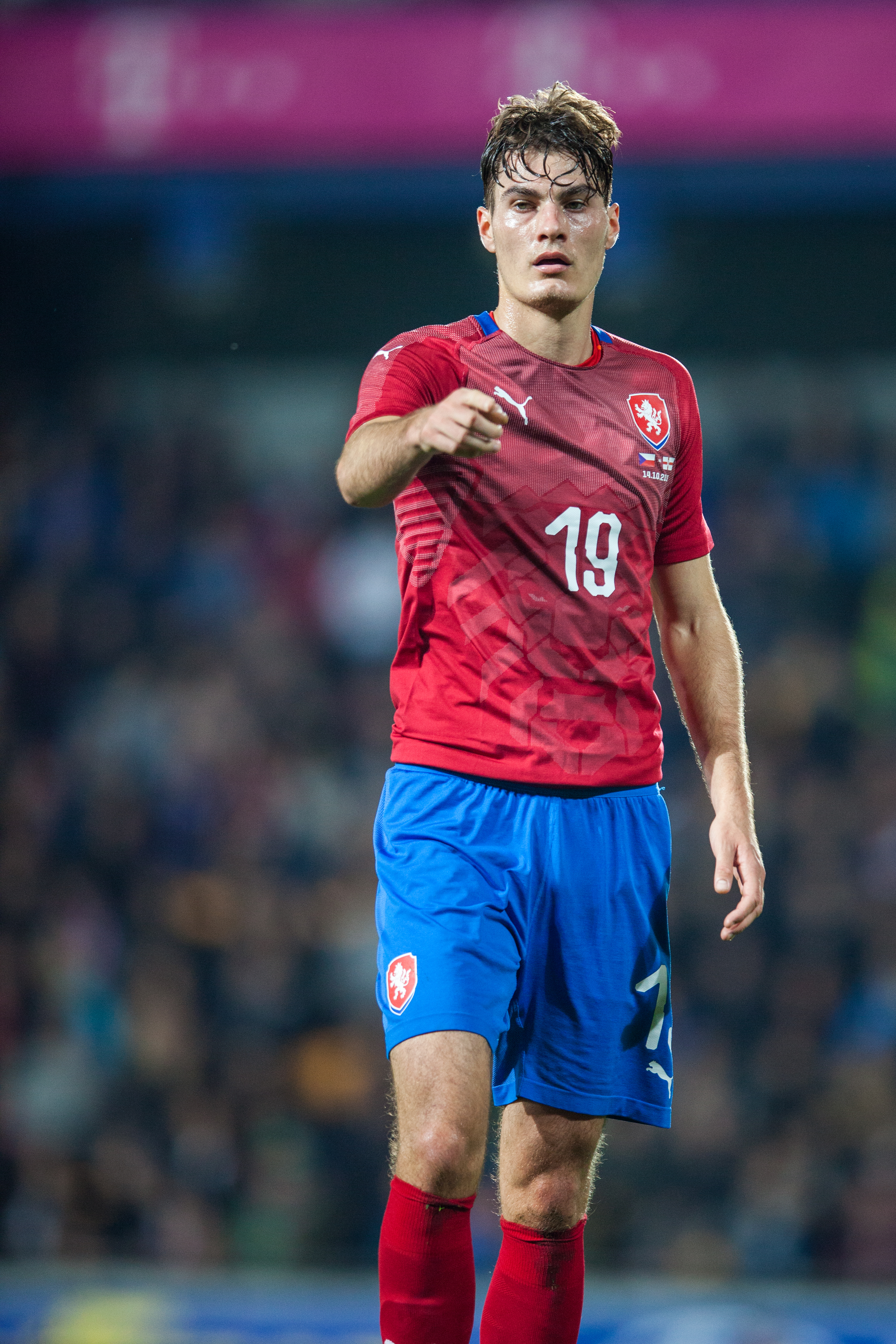
Schick w meczu z Irlandią Północną (2019)

Schick grał w młodzieżowych kadrach Czech do lat 16, 17, 18, 19 i 21. W seniorskiej reprezentacji zadebiutował 27 maja 2016 w wygranym 6:0 meczu z Maltą, w którym strzelił gola.
W 2016 z 10 golami został królem strzelców eliminacji do mistrzostw Europy U-21 2017, a reprezentacja Czech zakwalifikowała się do turnieju finałowego, na którym wystąpił we wszystkich trzech meczach grupowych: przegranym 0:2 z Niemcami, wygranym 3:1 z Włochami i przegranym 2:4 z Danią, w którym strzelił gola. Czesi zakończyli rywalizację na ostatnim miejscu w grupie.
25 maja 2021 znalazł się w kadrze Czech na Euro 2020. 14 czerwca strzelił 2 gole w wygranym 2:0 pierwszym meczu grupowym ze Szkocją, w tym jednego z połowy boiska. Gol ten został wybrany przez kibiców najładniejszym golem mistrzostw. Cztery dni później strzelił kolejnego gola w zremisowanym 1:1 spotkaniu z Chorwacją, wykorzystując rzut karny podyktowany po tym, gdy został uderzony łokciem przez Dejana Lovrena. 22 czerwca wystąpił w przegranym 0:1 meczu z Anglią, po którym Czechy zajęły trzecie miejsce w grupie i awansowały do ⅛ finału, w której trafiły na Holandię. 27 czerwca Czesi wygrali 2:0, a Schick ponownie strzelił gola. 3 lipca strzelił gola w przegranym 1:2 ćwierćfinale z Danią i zakończył mistrzostwa z 5 strzelonymi golami. Został w ten sposób najlepszym, ex aequo z Milanem Barošem, czeskim strzelcem na mistrzostwach Europy, a także dziewiątym zawodnikiem w historii tego turnieju, który strzelił minimum 5 goli. W klasyfikacji strzelców turnieju zajął drugie miejsce, za Cristiano Ronaldo, który również strzelił 5 goli, ale zanotował też asystę.

## Styl gry
Jest wysokim, szybkim, lewonożnym, silnym fizycznie zawodnikiem. Często strzela gole głową, ale też udziela się w defensywie podczas stałych fragmentów gry. Dobrze odnajduje się przy piłkach podawanych na dobieg. Najczęściej gra jako środkowy napastnik, jednakże może też pełnić funkcję skrzydłowego. Wyróżnia się dobrą techniką oraz umiejętnością dryblingu.

(cz.) Patrik má před sebou velkou budoucnost, je to fotbalista s výbornými fyzickými předpoklady. (...) Trošku mi připomíná Ibrahimoviče, který taky neměl tolik svalů [kdysi přišel do Juventusu], ale pak zesílil a vyrostl z něj špičkový hráč. Takový typ útočníka je Patrik – technický, velký a rychlý. Když na sobě bude pracovat, může vyrůst ve světového hráče.

Patrik ma przed sobą świetną przyszłość, jest piłkarzem o znakomitych warunkach fizycznych. (...) Przypomina mi nieco Ibrahimovicia, który również nie był zbyt umięśniony [kiedy przychodził do Juventusu], ale wzmocnił się i wyrósł na czołowego piłkarza. Patrik jest takim typem napastnika – dobry technicznie, wysoki i szybki. Jeśli będzie nad sobą pracował, może wyrosnąć na piłkarza klasy światowej.

## Statystyki

### Klubowe
Stan na 14 kwietnia 2024
| Zespół                | Sezon              | Liga                    | Liga | Liga | Puchar | Puchar | Europa | Europa | Pozostałe | Pozostałe | Suma | Suma |
| Zespół                | Sezon              | Liga                    | M    | G    | M      | G      | M      | G      | M         | G         | M    | G    |
| --------------------- | ------------------ | ----------------------- | ---- | ---- | ------ | ------ | ------ | ------ | --------- | --------- | ---- | ---- |
| Sparta Prague         | 2013/14            | 1. česká fotbalová liga | 2    | 0    | 1      | 0      | 0      | 0      | —         | —         | 3    | 0    |
| Sparta Prague         | 2014/15            | 1. česká fotbalová liga | 2    | 0    | 3      | 1      | 2      | 0      | 0         | 0         | 7    | 1    |
| Sparta Prague         | Ogólnie            | Ogólnie                 | 4    | 0    | 4      | 1      | 2      | 0      | 0         | 0         | 10   | 1    |
| Bohemians 1905 (wyp.) | 2015/16            | 1. česká fotbalová liga | 27   | 8    | 1      | 0      | —      | —      | —         | —         | 28   | 8    |
| Sampdoria             | 2016/17            | Serie A                 | 32   | 11   | 3      | 2      | —      | —      | —         | —         | 35   | 13   |
| Roma                  | 2017/18            | Serie A                 | 22   | 2    | 1      | 1      | 3      | 0      | —         | —         | 26   | 3    |
| Roma                  | 2018/19            | Serie A                 | 24   | 3    | 2      | 2      | 6      | 0      | —         | —         | 32   | 5    |
| Roma                  | Ogólnie            | Ogólnie                 | 46   | 5    | 3      | 3      | 9      | 0      | 0         | 0         | 58   | 8    |
| RB Leipzig (wyp.)     | 2019/20            | Bundesliga              | 22   | 10   | 1      | 0      | 5      | 0      | —         | —         | 28   | 10   |
| Bayer 04 Leverkusen   | 2020/21            | Bundesliga              | 29   | 9    | 2      | 1      | 5      | 3      | —         | —         | 36   | 13   |
| Bayer 04 Leverkusen   | 2021/22            | Bundesliga              | 27   | 24   | 1      | 0      | 3      | 0      | —         | —         | 31   | 24   |
| Bayer 04 Leverkusen   | 2022/23            | Bundesliga              | 14   | 3    | 1      | 1      | 8      | 0      | —         | —         | 23   | 4    |
| Bayer 04 Leverkusen   | 2023/24            | Bundesliga              | 15   | 5    | 3      | 1      | 6      | 5      | —         | —         | 24   | 11   |
| Ogólnie w karierze    | Ogólnie w karierze | Ogólnie w karierze      | 216  | 75   | 19     | 9      | 38     | 8      | 0         | 0         | 273  | 92   |

### Reprezentacyjne
Stan na 11 października 2021.
| Czechy  |       |      |
| Rok     | Mecze | Gole |
| 2016    | 3     | 1    |
| 2017    | 2     | 0    |
| 2018    | 9     | 4    |
| 2019    | 8     | 4    |
| 2020    | 0     | 0    |
| 2021    | 11    | 8    |
| Ogólnie | 33    | 17   |

## Sukcesy

### Bayer Leverkusen
- Bundesliga:
  - Zwycięstwo: 2023/2024

### Wyróżnienia
- Gracz miesiąca Bundesligi: Grudzień 2021[76]

## Życie prywatne
W lipcu 2020 poślubił Hanę Běhounkovą. Jego siostra Kristýna jest modelką i komentatorką sportową, w 2013 była finalistką konkursu Miss Czech. Jego rodzice są cukiernikami, prowadzą dwie cukiernie w Pradze oraz zakład produkujący ciasta.
Jego piłkarskimi idolami są David Beckham, Cristiano Ronaldo i Zlatan Ibrahimović. Od dziecka kibicuje Sparcie Praga.